# Creoleon tarsalis
Creoleon tarsalis är en insektsart som beskrevs av Navás 1936. Creoleon tarsalis ingår i släktet Creoleon och familjen myrlejonsländor. Inga underarter finns listade i Catalogue of Life.